# Fähr (Leichlingen)
Fähr ist ein Wohnplatz in der Stadt Leichlingen (Rheinland) im Rheinisch-Bergischen Kreis.

## Lage und Beschreibung
Fähr liegt im Tal der Wupper nordöstlich des Leichlinger Zentrums in der naturräumlichen Einheit Unteres Wuppertal am Fuß des Wupperbergs. Der nahe Fluss bildet die Stadtgrenze zu Solingen. Der am Wupperufer liegende Ort grenzt zu beiden Seiten an das Naturschutzgebiet Wupperhänge mit Seitensiefen und der Wupper nördlich Witzhelden und Leichlingen und liegt im Mündungsbereich des St. Heribert Bachs. Der Raderbach fließt in Fähr dem St. Heribert Bach zu. Eine Wupperbrücke verbindet Fähr mit dem Solinger Obenrüden.
Nachbarorte sind das unmittelbar benachbarte Rödel, Höfchenstal, Kempen, Grünscheid und Oberbüscherhof auf Leichlinger und jenseits der Wupper Friedrichstal, Friedrichshöhe, Oben- und Untenrüden auf Solinger Stadtgebiet.
Im Ort befand sich das Ausflugslokal Haus Fähr, das bis 2008 als Gastronomiebetrieb geführt wurde. Bereits auf Ansichtskarten der 1920er Jahre ist die traditionsreiche Gaststätte, die 1969 ausbrannte und wieder hergerichtet wurde, abgebildet.

## Geschichte
Der Ort gehörte ursprünglich zu dem Siedlungsbereich von Rödel. Seit dem 19. Jahrhundert ersetzte zunächst ein Steg, dann eine Brücke die Wupperquerung. Die Topographische Aufnahme der Rheinlande von 1824 zeigt den Ort als Standort zweier Mühlen am St. Heribert Bach unbeschriftet und die Preußische Uraufnahme von 1844 mit einem Mühlensymbol als Am Fähr. Auf der Leichlinger Gemeindekarte von 1830 ist der Ort als Am Wehr beschriftet.
Im Gemeindelexikon für die Provinz Rheinland werden 1885 sieben Wohnhäuser mit 33 Einwohnern angegeben. 1895 besitzt der Ort zehn Wohnhäuser mit 39 Einwohnern, 1905 drei Wohnhäuser und zwölf Einwohner.